# عاد من حيث أتى (فلم)
عاد من حيث اتى (بالإنجليزية: Backtrack) فيلم رعب وإثارة وغموض لعام 2015، وهو إنتاج مشترك بين أستراليا وبريطانيا والإمارات العربية المتحدة. كتب الفيلم وشارك في إنتاجه وأخرجه مايكل بتروني. الفيلم من بطولة أدريان برودي، وبروس سبنس، وسام نيل، وروبن ماكليفي، ومالكولم كينارد، وجيني بيرد، وتدور أحداثه حول معالج نفسي يعاني من كوابيس ورؤى شريرة. هل تسبب وفاة ابنته هذه الكوابيس؟ ويعود إلى طفولته لتعود له الراحة.
كان العرض الأول للفيلم في 18 أبريل 2015 في مهرجان تريبيكا السينمائي، وأصدرته شركة سابان إلى دور العرض البريطانية في 29 يناير 2016.

## طاقم التمثيل
أدريان برودي: في دور بيتر باور
سام نيل: في دور دنكان ستيوارت (المعلم النفساني لبيتر)
مالكولم كينارد: في دور باري (صديق طفولة يبتر باور)
جيني بيرد: في دور كارول باور (زوجة بيتر)
جريج بوبلتون: في دور تشارلز
بروس سبنس: في دور فيليكس (مريض بفقدان الذاكرة)
آنا ليز فيليبس: في دور إيريكا جورج (مريضة نفسية لديها ميول إنتحارية)
كلوي بايليس: في دور إليزابيث فالنتين (الطفلة الخرساء)
إيما أوفاريل: في دور إيفي باور (الابنة المتوفاة)
ماثيو سندرلاند: في دور ستيف باور (شقيق بيتر)
جورج شيفتسوف: في دور ويليام باور (والد بيتر الشرطي المتقاعد)
روبن ماكليفي: في دور باربرا هينينج (ضابطة الشرطة)
جيسي هايد: في دور بيتر باور (في صغره)
الكسندر ماكجواير: في دور باري (في صغر سنه)
مايكل والي: في دور الضابط ساميلز
باربرا جوسكوس: في دور المريضة الثالثة
جيل ماكاي: في دور المريض الرابع 

## أحداث الفيلم
يعاني الطبيب النفسي بيتر باور (أدريان برودي) من كوابيس ورؤى مخيفة منذ وفاة ابنته إيفي في حادث سيارة قبل عام، والذي يلوم نفسه عليه بعد أن صرف انتباهه عن ابنته لفترة وجيزة. تعاني زوجته كارول (جيني بيرد) من اكتئاب شديد، ويحاول معلمه الدكتور دنكان (سام نيل) مساعدته. يتعامل بيتر باور مع المرضى النفسانيين مثل فيليكس (بروس سبنس) الذي يعاني من فقدان الذاكرة، معتقدًا أنه لا يزال في الثمانينيات؛ وإيريكا (آنا ليز فيليبس) ذات الميول الانتحارية، والتي تجد نفسها غير قادرة على الانتحار؛ وإليزابيث فالنتين (كلوي بايليس) الفتاة صامتة دائماً، والتي تتفاعل بخوف مع صوت القطار الذي يمر بالقرب من مكتب بيتر، وقبل أن تهرب، تكتب سلسلة من الأرقام 12787 على دفتر ملاحظات بيتر.
يكتشف بيتر أن معلمه دنكان لا يظهر في المرآة، كما يكتشف أن جميع مرضاه متوفين وكانوا يعيشون على طول خط القطار المؤدي إلى مسقط رأسه «فولس كريك». يسافر بيتر إلى فولس كريك، ويلتقي بوالده، ويليام (جورج شيفتسوف) الشرطي المتقاعد، ويذهب إلى الحانة، ويلتقي بصديق طفولته باري (مالكولم كينارد)، ويحدثه عن حادث القطار القديم الذي تسبب في موت 47 شخص بسبب إهمالهم وتركهم دراجاتهم على قضبان القطار، ويصرح لصديق طفولته أنه عازم على إبلاغ الشرطة عن هذا الحادث الذي ظل سراً دفيناً لفترة طويلة لكي يتخلص من الحمل الثقيل على صدره.
يذهب بيتر إلى مركز الشرطة حيث يلتقي الشرطية باربرا (روبن ماكليفي) ويعترف لها بالحادثة، وتخبره أنه من المحتمل ألا يواجه أي تهم، لصغر سنه وقتها، والإتهام قد سقط بالتقادم، ويكتشف بيتر أن والدتها إيريكا (وهي نفسها مريضته النفسية) هي ضمن ضحايا حادثة القطار. يظهر دنكان ويخبر بيتر أن الدراجات ليست سبب الحادث، ويعود بيتر بالذاكرة ليرى يوم وفاة إيفي وهو منشغل عنها بالنظر إلى واحه محل العاب الأطفال ولعبة قطار، وعلى وجه التحديد، نموذج لبرج تبديل القطارات، وعندما يذهب لفحص موقع الحادث القديم يجد جثة باري الذي انتحر بجوار قضبان القطار.
تتسارع الأحداث مع ظهور شبح إليزابيث لتوجيه تفكير بيتر للأحداث القديمة وتفاصيلها التي يتعمد عقله نسيانها، ويكتشف تورط والده ويليام. تحاول باربرا مساعدة بيتر في إسترجاع خيوط حوادث الماضي ولكن ويليام يهاجمهم ويقيدهم بالحبال ويأخذهم في سيارته، ويظهر شبح إليزابيث في الطريق مما يذهل ويليام ويجعله يفقد السيطرة على السيارة التي تتعرض سيارة لعطل على مسار قضبان القطار، بعد نجاح بيتر وباربرا في الخروج من السيارة ويلقى ويليام حتفه تحت عجلات القطار.
يظهر بيتر على شاطئ المحيط مع شبح إيفي، الذي ينهض ويمشي على الماء، وتنضم إليه زوجته وتسأله عما يفكر فيه؛ ويخبرها بيتر أنه يفكر في الأطفال. تبتسم كارول، وهم يحتضنون.

## استقبال الفيلم
منح موقع الطماطم الفاسدة الفيلم تقييماً مقداره 29% بناءاً على آراء 41 ناقداً سينمائياً، وكتب إجماع نقاد الموقع: «لا يزال أدريان برودي حاضراً مقنعاً، ولكن ننصح أولئك الذين يفكرون في عرض فيلم الإثارة الخارقة للطبيعة هذا بالتراجع فورًا».
منح موقع ميتاكريتيك الفيلم تقييماً مقداره 43% بناءاً على آراء 10 نقاد.
كتبت كارينا على موقع هيفن هورور في 29 مارس 2016: «ليس فيلما كنت أتوقع الكثير منه. لدي شعور متناقض للغاية فيما يتعلق بأدريان برودي... انتهى بي الأمر بحب البداية البطيئة. ثم مرة أخرى، هذا إنتاج أسترالي والتركيز على تطوير الحبكة غالبًا ما يكون أكبر من الحاجة إلى» الصدمة والرعب«. لحسن الحظ، هذا يعني أن لحظات الصدمة والرعب تضرب بقوة أكبر عندما تأتي».
كتب لوك بكماستر في صحيفة الجارديان بتاريخ 15 يونيو 2016: «يتميز الفيلم بجماليات راقية وهادئة تشبه إلى حد ما قطعة أثاث قديمة مذابة وتحويلها إلى شريط سينمائي، أو فيلم ممزوج بنسيج تشيسترفيلد»، ومنح الفيلم درجة 5/ 3.
كتب الناقد نويل موراي في صحيفة لوس انجليس تايمز في 25 فبراير 2016: «قد يقدر المعجبين بأفلام الرعب الذين يهتمون بالعمق الموضوعي أكثر من الإثارة العميقة ما يقدمه الكاتب والمخرج مايكل بتروني، لكن من المحتمل أن يعترفوا أنه ليس هناك الكثير لتذوقه».
كتب الناقد السينمائي الأمريكي جودفري شيشاير على موقع روجر إيبرت.كوم بتاريخ 26 فبراير 2016: «بالإضافة للعمل الممتاز للمصور السينمائي ستيفان دوسكيو والملحن ديل كورنيليوس، يستخرج بتروني أداءً حادًا من فريقه المحترم، وخاصة أدريان برودي».
لم يحقق الفيلم العائد المادي المتوقع حيث حقق 1.040.947 دولار متضمناً دخل شباك التذاكر ومبيعات الأسطوانات المضغوطة والبلو راي.

## روابط خارجية
- مقالات تستعمل روابط فنية بلا صلة مع ويكي بيانات

https://www.imdb.com/title/tt2784936/ عاد من حيث اتى (فيلم)
https://letterboxd.com/film/backtrack-2015/ عاد من حيث اتى (فيلم)
https://www.blu-ray.com/Backtrack/559668/ عاد من حيث اتى (فيلم)
https://www.filmaffinity.com/us/film112486.html عاد من حيث اتى (فيلم)
https://www.allmovie.com/movie/backtrack-v630633 عاد من حيث اتى (فيلم)
https://www.allocine.fr/film/fichefilm_gen_cfilm=236461.html عاد من حيث اتى (فيلم)
https://www.tcm.com/tcmdb/title/2019180/backtrack#overview عاد من حيث اتى (فيلم)